# هر روز کریسمس است
هر روز کریسمس است (به انگلیسی: Everyday Is Christmas) آلبومی از هنرمند اهل استرالیا، سیا است که در ۱۷ نوامبر ۲۰۱۷ میلادی منتشر شد.